# Surheim

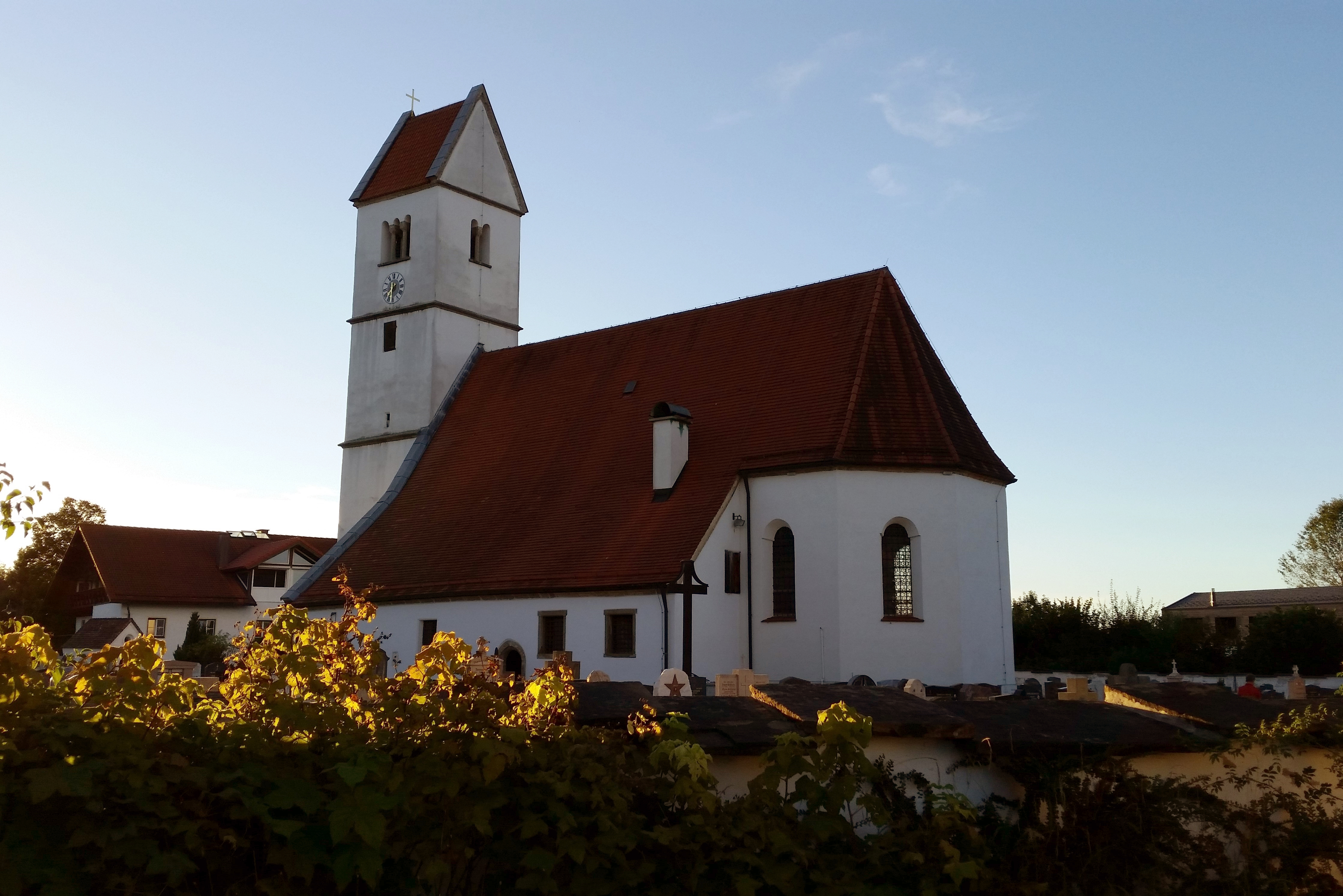
Katholische Pfarrkirche St. Stephan in Surheim

Surheim ist ein Gemeindeteil der Gemeinde Saaldorf-Surheim im oberbayerischen Landkreis Berchtesgadener Land und war bis 1978 eine eigenständige Gemeinde. Bis 1994 lautete auch der Name der heutigen Gemeinde Saaldorf-Surheim lediglich Saaldorf.

## Lage und Gliederung
Die bis 1978  eigenständige Gemeinde Surheim liegt im Osten der heutigen Gemeinde Saaldorf-Surheim.

## Geschichte
Urkundlich erstmals erwähnt wurde Surheim im Jahre 788 in der Notitia Arnonis. Bei der Säkularisation 1803 fiel Surheim an das Fürstentum Salzburg des Erzherzogs Ferdinand von Toskana. 1805 kam das Gebiet im Frieden von Pressburg zu Österreich, welches es 1809/10 an Bayern abtreten musste. Die bis dahin selbstständigen Gemeinden Saaldorf und Surheim wurden am 1. Mai 1978 zu einer neuen Gemeinde mit dem Namen Saaldorf zusammengeschlossen. Seit dem 1. Mai 1994 lautet der Gemeindename Saaldorf-Surheim.

## Religionen
Das Gebiet gehörte jahrhundertelang zur römisch-katholischen Pfarrei Salzburghofen. 1957 wurde Surheim eine eigene Pfarrei.

## Verkehr
Westlich von Surheim verläuft die Bahnstrecke Mühldorf–Freilassing.